# Guindas de Nogales
Los Guindas de Nogales es un equipo que participó en el Circuito de Baloncesto de la Costa del Pacífico y que actualmente participa en el Circuito de Baloncesto del Pacífico, con sede en la fronteriza ciudad de Nogales, Sonora, México.

## Historia
Equipo que jugó entre el 2003 y el 2016 en el Circuito de Baloncesto de la Costa del Pacífico, y que en su palmarés se encuentra el título obtenido en la temporada 2005 y  el subcampeonato obtenido en la temporada 2015.
En la primera etapa de CIBACOPA en la década de 1980 el equipo se denominó Guindas.
En la segunda etapa de CIBACOPA, de 2003 a 2016, años en los cuales el club participó se hizo llamar Fuerza Guinda. Obteniendo con ese mote un campeonato y un subcampeonato. 
Para la temporada 2019, esta vez en el Circuito de Baloncesto del Pacífico, el club volvió a sus orígenes, denominándose de nuevo como Guindas. 

## Jugadores

### Roster actual
```
Nombre	          Posición		Altura
```

- Jeremy Green Shooting Guard	2.03
- Luis Pulido Point Guard		1.88
- Irwing Ávalos Small Forward
- Jorge Mercado Small Forward		2.00
- Jorge Salcedo Small Forward		1.94
- Heriberto Rivera Small Forward	1.88
- Daniel Garcia Power Forward		1.95
- Alfredo Paredes Point Guard		1.80
- Angel Francisco Shooting Guard	1.88
- Héctor Garza Jr. Shooting Guard
- Paul John ReyeS Shooting Guard
- Christian Estrada
- Kenny Jones
- Victor Rojo Garcia
- Juan Suárez
- Omar Quintero
- Jumaine Jones